# Gruppe der Tarentiner Blütenkotylen
Die Gruppe der Tarentiner Blütenkotylen (englisch Group of the Taranto Floral Kotylai) ist eine mit einem Notnamen benannte Gruppe von mittelkorinthisch-schwarzfigurigen Vasen, die von einem Maler um 600–575 v. Chr. gefertigt wurden.
Der Gruppe werden mehrere Kotylen (kleine Trinkschalen) zugeschrieben, die mit floralen Ornamenten bemalt sind. Charakteristisch ist die Bemalung mit Ranken-Palmetten und Rosetten mit einem Punkt in einem Kreis in der Mitte. Die Namenvase der Gruppe, die mit Rosetten und umlaufenden Palmettenmustern versehen ist, befindet sich im Archäologischen Nationalmuseum in Tarent. Neben der Namenvase werden der Gruppe vier weitere Werke sicher zugeschrieben. Eines davon befindet sich ebenfalls in Tarent, die anderen Vasen sind nur fragmentarisch erhalten und kommen aus Taucheira/Tocra in der Kyrenaika (Libyen), aus Korinth und aus Gela. Die Zuschreibung einer weiteren Kotyle in Tarent ist unsicher.